# Spermacoce adscendens
Spermacoce adscendens är en måreväxtart som beskrevs av Carl Ludwig von Willdenow, Johann Jakob Roemer och Schult.. Spermacoce adscendens ingår i släktet Spermacoce och familjen måreväxter.
Artens utbredningsområde är Madagaskar. Inga underarter finns listade i Catalogue of Life.